# Рибенчук Микола Миколайович (художник-іконописець)
Рибенчук Микола Миколайович (нар. 17 травня 1975, м. Івано-Франківськ) — український митець, художник-іконописець сакрального мистецтва, член Національної спілки художників України, член Національної спілки журналістів, член української спілки іконописців. Заслужений діяч мистецтв України.

## Життєпис
Народився 17.05.1975 у м. Івано-Франківськ, до 1990 проживав у смт. Верховина, Івано-Франківська область. Живе та працює у Львові.

## Освіта
1995 — Косівський коледж прикладного та декоративного мистецтва
2001 — Львівська Національна Академія Мистецтв , кафедра сакрального мистецтва.

## Основні твори
Автор розписів інтер'єрів храмів:
- церква Св. Трійці (Костел Сакраменток) м. Львів
- Св. Димитрія м. Львів
- Церква Успіння Богородиці  с. Лапаївка
- Церква Параскеви П'ятниці с. Зубра
- Вознесіння Господнього с. Селичівка, Київської області
- Церква Воздвиження Чесного Хреста с. Кобаки
- Каплиця Св. Миколая м. Яремче
- Церква Св. Іоанна Златоуста м. Луцьк

## Виставки
- Перша Всеукраїнська виставка «Собор»  м. Київ 1996 р.
- Друга Всеукраїнська виставка «Собор»  м. Київ 1997 р.
- Персональна виставка «Сучасна українська ікона» музей П. Тичини  м. Київ 2003 р.
- Персональна виставка «Українська ікона» м Верховина музей Гуцульщини 2002 р.
- Персональна виставка «Українські ікони»  м. Косів 2004 р.
- Персональна виставка «Розколяда»  Театр Оперети  м. Київ 2005 р.
- Персональна виставка «Ікони» Краєзнавчий музей Краєзнавчий музей  смт. Верховина 2007
- Персональна виставка «Гуцульські коляди»  музей Івана Франка  с. Криворівня 2010 р.
- Персональна виставка «Світочі Землі» Краєзнавчий музей  смт. Верховина
- Персональна виставка «Гуцульські плєси»  Краєзнавчий музей  м. Івано-Франківськ м. Івано-Франківськ
- Міжнародна мистецька виставка «Львівський осінній салон»  м. Львів (2011—2016 рр.)
- Міжнародна мистецька виставка «Львівський весняний салон» (2011—2016 рр.)
- Мистецька виставка «Дзвони Чорнобиля»  м. Київ 2012 р.
- Персональна виставка «Сакральний світ» Львівський Палац Мистецтв  м. Львів 2016 р.
- Персональна виставка «Українське різдво» музей Гуцульщини  смт. Верховина 2017 р.
- Персональна виставка «Українське Різдво»  храм Св. Трійці м. Львів
- 5 січня 2019 р. виставка «Свидовець і Гуцули» Заслуженого діяча мистецтв України Миколи Миколайовича Рибенчука і Людмили Павлівної Рибенчук в музеї Гуцульщини у Верховині.
- 7 січня 2019 року в музеї Івана Франка у Криворівні виставка «УКРАЇНСЬКА КОЛЯДА» Заслуженого  діяча  мистецтв  України Миколи Миколайовича Рибенчука.
- З 9 по 26 листопада 2018 р. проходила виставка «УКРАЇНСЬКА ІКОНА» Заслуженого діяча мистецтв України Миколи Миколайовича Рибенчука  в Посольстві Сполучених Штатів Америки в Україні в місті Києві.
- Львівський палац мистецтв Виставка «Осінній Салон» 2018 у Львові
- День Гуцульської культури у Чернівцях, картини Миколи Миколайовича Рибенчука  представлені на святі.
- У музеї «Гуцульщини» міста Верховини працює постійно діюча виставка «Священна Гуцульнина» Заслуженого діяча мистецтв України художника НСХУ Миколи Рибенчука
- У програмі святкування XXV-го Міжнародного гуцульського фестивалю з 21 по 29 липня в Будинку культури м. Яремче виставка картин   Миколи Миколайовича Рибенчука «Священна Гуцульщина».
- VIA.CARPATIA Подія в межах Форуму Виставка «Священна гуцульщина» Заслуженого діяча мистецтв України художника гуцула Миколи Миколайовича Рибенчука і дружини Людмили Рибенчук, в «Будинку культури» села Криворівні.
- VIA.CARPATIA Подія в межах Форуму Виставка «Священна гуцульщина» Заслуженого діяча мистецтв України художника гуцула Миколи Миколайовича Рибенчука і дружини Людмили Рибенчук, в музеї «Гуцульщина» у селищі Верховина.
- 7 червня 2018 р. У посольстві Сполучених Штатів Америки в місті Києві відкрилась виставка художника НСХУ Заслуженого діяча мистецтв України, Миколи Рибенчука і його дружини художниці НСХУ Людмили Рибенчук — «Священна Гуцульщина» Виставка тривала до 20 червня.
- 7 березня 2018 р. Львів Палац Мистецтв виставка «Священні Вершини Карпат» Заслуженого діяча мистецтв України Миколи Рибенчука, Людмили Рибенчук.
- Львівський  Палац мистецтв  виставку «Весняний салон» 2018 рік.
- Виставка «Українські коляди». Автор Заслужений діяч мистецтв України Микола Рибенчук. На виставці представлені картини древніх гуцульських і лемківських коляд. Виставка відкрита в храмі Св. Трійці м. Львів, вул. Тершаківців 1а з 11.02 по 11.03 2018 р.
- 4 січня 2018 року в музеї «Гуцульщини» смт. Верховині відкрилась виставка «Священні Вершини Карпат» Заслуженого діяча мистецтв України, художника НСХУ Миколи Рибенчука і художниці НСХУ Людмили Рибенчук.

Роботи знаходяться в приватних колекціях:  США/  Канади/  Бразилії/  Франції/  Німеччини/  Польщі